# Blanche Honegger
Blanche Honegger-Moyse (* 23. September 1909 in Genf; † 10. Februar 2011 in Brattleboro) war eine schweizerisch-US-amerikanische Violinistin und Dirigentin.

## Leben
Bereits im Alter von acht Jahren erhielt Honegger Unterricht bei Adolf Busch. Als 16-Jährige gewann sie den ersten Preis in der Kategorie Violine am Conservatoire de musique de Genève. Eine darauf folgende Aufführung von Beethovens Konzert für Violine und Orchester D-Dur mit dem Orchestre de la Suisse Romande unter Fritz Busch wurde vom Publikum enthusiastisch aufgenommen.
1939 heiratete sie den französischen Flötisten und Komponisten Louis Moyse; aus der Ehe gingen vier Kinder hervor. Gemeinsam mit ihrem Ehemann am Klavier und ihrem Schwiegervater Marcel Moyse an der Flöte bildete die Violinistin das seit den 1930er Jahren frenetisch gefeierte Moyse Trio.
Nach dem Zweiten Weltkrieg kam Blanche Honegger mit ihrer Familie zunächst nach Argentinien, liess sich dann aber in Brattleboro im US-Bundesstaat Vermont nieder, wo sie unter anderen gemeinsam mit ihrem Ehemann, ihrem Mentor Adolf Busch und dessen Schwiegersohn Rudolf Serkin 1951 die Marlboro School of Music und das Marlboro Music Festival begründete. 1952 rief sie das Brattleboro Music Center ins Leben.
Nach einer Erkrankung des Ellbogengelenks musste Honegger Mitte der 1960er Jahre das Geigenspiel aufgeben und konzentrierte sich fortan auf das Dirigat. Ihr besonderes Interesse galt dem Choralwerk Johann Sebastian Bachs, mit Louis Moyse gehört sie auch zu den Initiatoren des New England Bach Festival.
Noch als 78-Jährige leitete sie 1987 in der New Yorker Carnegie Hall Bachs Weihnachtsoratorium. Sie zählte in den USA, Japan, Frankreich und der Schweiz zu den bedeutsamsten Kennern der Musik Johann Sebastian Bachs.